# 伊賀学検定
伊賀学検定（いががくけんてい）とは、上野商工会議所伊賀学検定実施委員会が実施しているご当地検定である。

## 目的
伊賀市の上野商工会議所では、伊賀の観光振興を図るため、観光振興対策研究会を発足させ、その事業のひとつとして、2005年（平成18年）から伊賀学検定を実施している。伊賀学検定は、さまざまな分野から伊賀をとらえ、正しく認識するための地域検定で、伊賀の歴史や文化がより多くの人に継承され、その良さをより広く伝えてもらうことを目的としている。

## 受験区分
初級・中級・上級

## 受験資格
学歴・年齢・国籍など制限なし（中級受験は初級合格者、上級受験は中級合格者に限る）

## 検定会場
伊賀・東京

## 出題内容
- (1)芭蕉（松尾芭蕉に関連すること）
- (2)城（伊賀上野城のこと）
- (3)忍術（伊賀流や甲賀流について）
- (4)祭（伊賀で行われる祭について）
- (5)文化財（伊賀の文化財について）
- (6)歴史（伊賀の歴史について）
- (7)文学（伊賀の文人やその舞台について）
- (8)生活文化・雑学（伊賀の方言や食べ物について）

## 出題方法
- 初級 50問（30分、選択式）[1]
- 中級 100問（40分、選択式）[1]
- 上級 50問（45分、記述式）[1]

## 合格点
初級 70%以上、中級80%以上、上級90%以上

## 合格者特典
中級合格者は合格後1年間、上級合格者は検定が継続する限り、合格証提示で無料拝観できる。
- 伊賀流忍者博物館
- だんじり会館
- 旧崇広堂
- 入交家住宅
- 旧小田小学校本館
- 城之越遺跡
- 芭蕉翁記念館
- 蓑虫庵
- 伊賀上野城
- 芭蕉翁生家

## 書籍
- 伊賀学検定370問ドリル
- DVD「伊賀学検定受験対策セミナー」